# Terremoto de Algarrobo de 1985
El terremoto de 1985 fue un sismo registrado el domingo 3 de marzo de 1985 a las 19:47 hora local (22:47 UTC). Su epicentro se localizó en la costa central de la Región de Valparaíso, Chile, cercanas a la localidad de Laguna Verde, a unos cuantos kilómetros al sur de Valparaíso, y tuvo una magnitud de 8.0 MW y de 7.8 MS. Se produjo como parte de la sismicidad normal de la zona de subducción Chilena, como un sismo generado por falla inversa interplaca, en el contacto de Nazca con Sudamérica. Si comparamos la energía liberada entre este sismo y el Terremoto de Cobquecura, magnitud 8.8 MW el 27 de febrero de 2010, corresponde a tan solo un 6.3 %, lo que demuestra que estos sismos inferiores a 8.0 no son capaces de liberar la tensión entre las placas.[cita requerida]

## Geofísica
Desde la Península de Taitao en la región de Aysén hasta la costa sur de Colombia existe una zona de subducción, en donde la placa de Nazca subducta (penetra) bajo la placa Sudamericana. Todo Sudamérica se encuentra en esta última placa, que se ha elevado en los últimos millones de años. Con respecto a Chile, está en el borde occidental de la placa de Nazca y sobre la zona de contacto o roce entre ambas: la placa de Nazca avanza, en promedio, unos 80 mm por año hacia Chile. Por ejemplo, si ponemos a una persona sobre el Archipiélago Juan Fernández (que está sobre Nazca) y a otra persona en Valparaíso, quien se encuentra en Juan Fernández estará 80 mm más cerca de Valparaíso en un año, en 10 años estará 0,8 metros más cerca y al cabo de 100 años la distancia se habrá acortado en 8 metros. Pero en la zona de contacto entre las placas, no hay desplazamiento: al estar Sudamérica sobre Nazca, no le permite avanzar, por lo que se comienza a acumular energía potencial elástica y mientras más tiempo pase sin que se libere esa energía, más posible es la ocurrencia de un gran terremoto.[cita requerida]
El 3 de marzo de 1985, súbitamente, una zona de la placa de Nazca avanza abruptamente hacia el este mientras Sudamérica lo hace hacia el oeste. La magnitud del sismo es de 7.8 Ms, por lo que el avance no fue superior a 1 metro, pero la cercanía de la zona de ruptura, que abarca desde Concón hasta el lago Rapel, en la región de O'Higgins, con las ciudades céntricas y más pobladas de Chile, lo hizo un sismo de características muy perceptibles.[cita requerida]
Al año 2012, las zonas de riesgo de un gran terremoto, superior a 8.6 Mw en Chile, abarca toda la zona comprendida entre Pichilemu y Arica. Estos sismos de "menor" intensidad, a pesar de ser sentidos con mucha fuerza, no liberan energía para acomodar las placas y el desplazamiento elástico acumulado durante cientos de años.[cita requerida]

## Intensidades

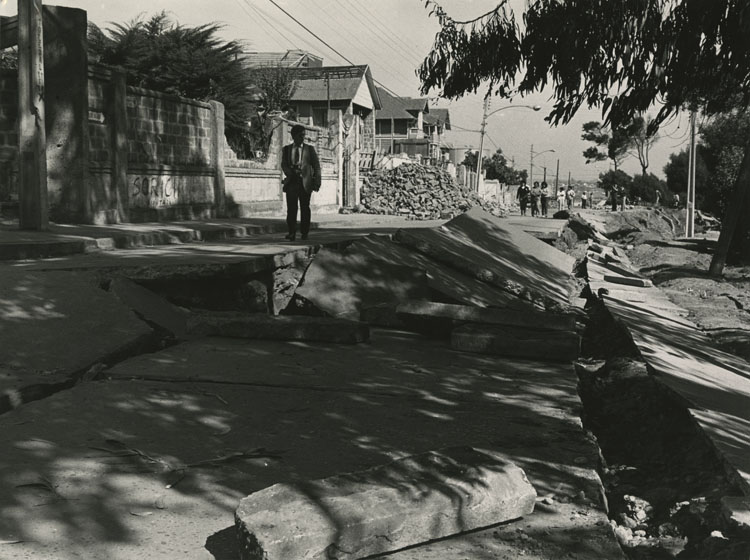
Calle 21 de Mayo destruida tras el terremoto.

| Lugar         | Regiones de Chile                      | Intensidad |
| ------------- | -------------------------------------- | ---------- |
| Navidad       | O'Higgins                              | IX         |
| Melipilla     | Metropolitana de Santiago              | VIII-IX    |
| San Antonio   | Valparaíso                             | VIII       |
| Valparaíso    | Valparaíso                             | VIII       |
| Santiago      | Metropolitana de Santiago              | VIII       |
| San Francisco | O'Higgins                              | VIII       |
| Rancagua      | O'Higgins                              | VII        |
| Curicó        | Maule                                  | VII        |
| Talca         | Maule                                  | VII        |
| Linares       | Maule                                  | VI         |
| Concepción    | Biobío                                 | V          |
| La Serena     | Coquimbo                               | V          |
| Temuco        | La Araucanía                           | V          |
| Valdivia      | Los Ríos (en ese momento en Los Lagos) | IV         |
| Copiapó       | Atacama                                | IV         |

## Efectos

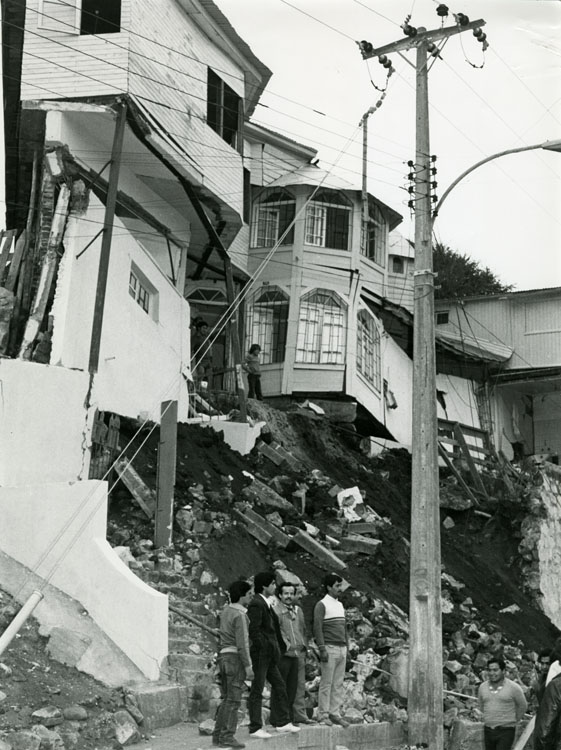
Casas en calle José Manuel Balmaceda, afectadas por el terremoto en San Antonio.

El sismo se sintió entre la Región de Antofagasta y la Región de Los Lagos, siendo percibido con mayor fuerza en la zona Central de Chile del país, alcanzando una intensidad máxima de IX en la escala modificada de Mercalli. La zona más afectada fue San Antonio (Región de Valparaíso), así como las localidades de Alhué, Melipilla (en la Región Metropolitana) y Rengo (Región de O'Higgins). El terremoto además afectó con gran intensidad a la capital del país, Santiago de Chile, en donde se concentra cerca del 40 % de la población nacional.
El recuento final de víctimas arrojó el saldo de 178 muertos, 2575 heridos, 85 358 viviendas destruidas, 109 979 viviendas dañadas y 986 544 damnificados. Se registraron además numerosos deslizamientos de tierra, rotura de pavimento con destrucción de la Ruta Panamericana en varios puntos, caída de puentes y daños considerables en la infraestructura de los pueblos afectados, con interrupción prolongada de los servicios básicos. Los daños fueron avaluados en más de 1046 millones de dólares.
Entre los edificios afectados está la basílica del Salvador, Monumento Nacional que se encuentra gravemente dañado hasta la actualidad. Producto del terremoto, los fondos que iban a ser invertidos en la construcción de la Línea 3 del Metro de Santiago fueron redestinados a la reconstrucción tras la tragedia, lo que impidió que las obras se iniciaran, estando dicho proyecto paralizado hasta 2010, cuando fue anunciada de forma oficial su construcción.
De acuerdo a informes del Ministerio del Interior, los daños se resumen en la siguiente tabla:
| Región | Muertos | Heridos | Damnificados | Damnificados  | Damnificados | Viviendas                 | Viviendas     | Establecimientos de salud | Establecimientos de salud | Establecimientos educacionales | Establecimientos educacionales | Establecimientos educacionales |
| Región | Muertos | Heridos | Albergados   | No albergados | Total        | Destruidas y daños graves | Daños menores | Dañados                   | Camas fuera de servicio   | Destruidos                     | Daños mayores                  | Daños menores                  |
| ------ | ------- | ------- | ------------ | ------------- | ------------ | ------------------------- | ------------- | ------------------------- | ------------------------- | ------------------------------ | ------------------------------ | ------------------------------ |
| V      | 68      | 923     | 3849         | 252 800       | 256 649      | 17 257                    | 28 242        | 30                        | 608                       | 31                             | 65                             | 266                            |
| VI     | 28      | 254     | 322          | 190 144       | 190 466      | 6661                      | 12 374        | 35                        | 352                       | 63                             | 107                            | 173                            |
| VII    | 2       | 60      | 7            | 43 411        | 43 418       | 2079                      | 5549          | 15                        | 397                       | 30                             | 58                             | 122                            |
| RM     | 80      | 1338    | 7936         | 488 075       | 496 011      | 59 361                    | 63 814        | 100                       | 1439                      | 50                             | 146                            | 543                            |
| Total  | 178     | 2575    | 12 114       | 974 430       | 986 544      | 85 358                    | 109 979       | 180                       | 2796                      | 174                            | 376                            | 1104                           |

## Ayuda y reacciones internacionales
La Oficina Nacional de Emergencia del Ministerio del Interior (Onemi) distribuyó un total de 240 156 430 pesos, entre ayuda extranjera, recursos estatales y donaciones. Por otro lado, la empresa de camiones Pegaso puso a disposición de la Onemi cinco camiones de 30 toneladas, los cuales recorrieron 14 289 km durante un mes repartiendo ayuda a los damnificados. Asimismo, la Sociedad de Fomento Fabril (Sofofa) donó alrededor de 20 millones de pesos entre materiales de construcción y alimentos.
Tras el suceso, el Ejército de Chile trasladó un hospital de campaña con 80 camas hasta San Antonio, y colaboró en la instalación de un hospital de campaña donado por Perú y la instalación de otro en Rengo. También instaló puentes en Llolleo y Lo Gallardo, reparó otros cinco junto con 36 km de calles y caminos, armó 600 casas de emergencia, y colaboró en la demolición de 130 construcciones en Quinta Normal y Melipilla. La Armada de Chile colaboró con 277 viviendas de emergencia.
Por su parte, la Fuerza Aérea de Chile (FACh) efectuó la remoción de escombros y reparación de escuelas en las comunas de Colina y Pudahuel, de policlínicas en San Miguel y Melipilla, y la del hogar de ancianos del Consejo Nacional de Protección a la Ancianidad (Conapran) en Talagante; la construcción de tres salas de clases y habitación del hogar de Conapran en Rengo; la instalación de una enfermería de campaña en Batuco, donde se efectuaron 321 atenciones médico-dentales; el apoyo con ambulancia, enfermeros y camiones aljibes durante cinco días en Lampa; la asistencia con un hospital de campaña a Melipilla y Rengo, con un total de 7702 atenciones médico-dentales, y el otorgamiento de facilidades extraordinarias en el Aeropuerto de Pudahuel para recibir la ayuda extrajera, que totalizó 790 toneladas, transportadas en 221 aeronaves.
La Defensa Civil de Chile (DCCh) realizó acciones de apoyo en 59 albergues mediante el uso de 5192 voluntarios. La Cruz Roja de Chile actuó mediante 56 entidades en 189 localidades del país. Fueron atendidas 158 946 personas; se entregaron 419 189 prendas de vestir, frazadas y colchonetas, 21 248 enseres de casa, 84 394 kg de alimentos, 370 carpas familiares y se atendió en enfermerías a 14 277 personas. También entregó 43 casas prefabricadas a la municipalidad de Lolol y 41 a la de Quinta de Tilcoco, y se puso en marcha una central de informaciones que recibió solicitudes de ubicación de personas, provenientes del Comité Internacional Cruz Roja y de 27 países. Se atendió un total de 3859 casos.

### Reacciones internacionales
- Estados Unidos: El Departamento de Estado, a través del programa USAID/OFDA, donó techo plástico para 16 mil viviendas, 26 estanques de agua inflables y 9000 bidones, los cuales solucionaron parte del problema de agua potable en San Antonio.[2]
- Suiza: El gobierno suizo comprometió la construcción de escuelas rurales que resultaron destruidas.[2]
- Japón: El gobierno nipón, en conjunto con ciudadanos y empresas, realizaron una donación de 241 342,70 dólares.[2]

## Cultura popular
- Tras el sismo, la bebida alcohólica compuesta por vino pipeño con helado de piña, muy popular en Chile, recibió el nombre de terremoto.
- El terremoto fue recreado en el primer episodio de la tercera temporada de la serie de Canal 13 Los 80, llamado "Pa' eso tengo familia".
- "Formas de volver a casa" la novela de Alejandro Zambra menciona su experiencia con el terremoto; "la noche del terremoto tenía miedo pero también me gustaba"[6] (página 14 a 16).